# Опрышко, Николай Александрович
Николай Александрович Опрышко (21 марта 1922 — 23 декабря 2007) — советский военнослужащий, участник Великой Отечественной войны, Герой Советского Союза, командир звена 155-го гвардейского штурмового авиационного полка 9-й гвардейской штурмовой авиационной дивизии 1-го гвардейского штурмового авиационного корпуса 2-й воздушной армии, гвардии старший лейтенант.

## Биография
Родился 21 марта 1922 года в городе Ростов-на-Дону.
Окончил школу в Ростове-на-Дону, окончил ростовский аэроклуб.
В Красной Армии с августа 1939 года.
В 1942 году окончил Чкаловскую школу пилотов.
На фронтах Великой Отечественной войны с января 1943 года. Воевал на Калининском, Северо-Западном, Воронежском, Степном, 2-м и 1-м Украинских фронтах в составе 155-го гвардейского штурмового авиационного полка 9-й гвардейской штурмовой авиационной дивизии 1-го гвардейского штурмового авиационного корпуса.
К маю 1945 года совершил 204 боевых вылета на штурмовку войск противника и нанёс ему большой урон. Сбил в воздушных боях 3 и уничтожил на земле 2 вражеских самолёта.
Указом Президиума Верховного Совета СССР от 27 июня 1945 года за образцовое выполнение боевых заданий командования и проявленные при этом мужество и героизм гвардии старшему лейтенанту Опрышко Николаю Александровичу присвоено звание Героя Советского Союза с вручением ордена Ленина и медали «Золотая Звезда».
После окончания войны проходил службу в составе 162-го гвардейского бомбардировочного полка в Центральной Группе войск.
Окончил обучение в средней школе.
В 1955 году окончил Военно-Воздушную Краснознаменную академию имени Ю. А. Гагарина.
Проходил службу в строевых частях ВВС, последняя должность — командир 7-й военно-транспортной авиационной дивизии (г. Мелитополь, Украина).
Вышел в запас в 1975 году.
Умер в 2007 году. Похоронен в Мелитополе.

## Память

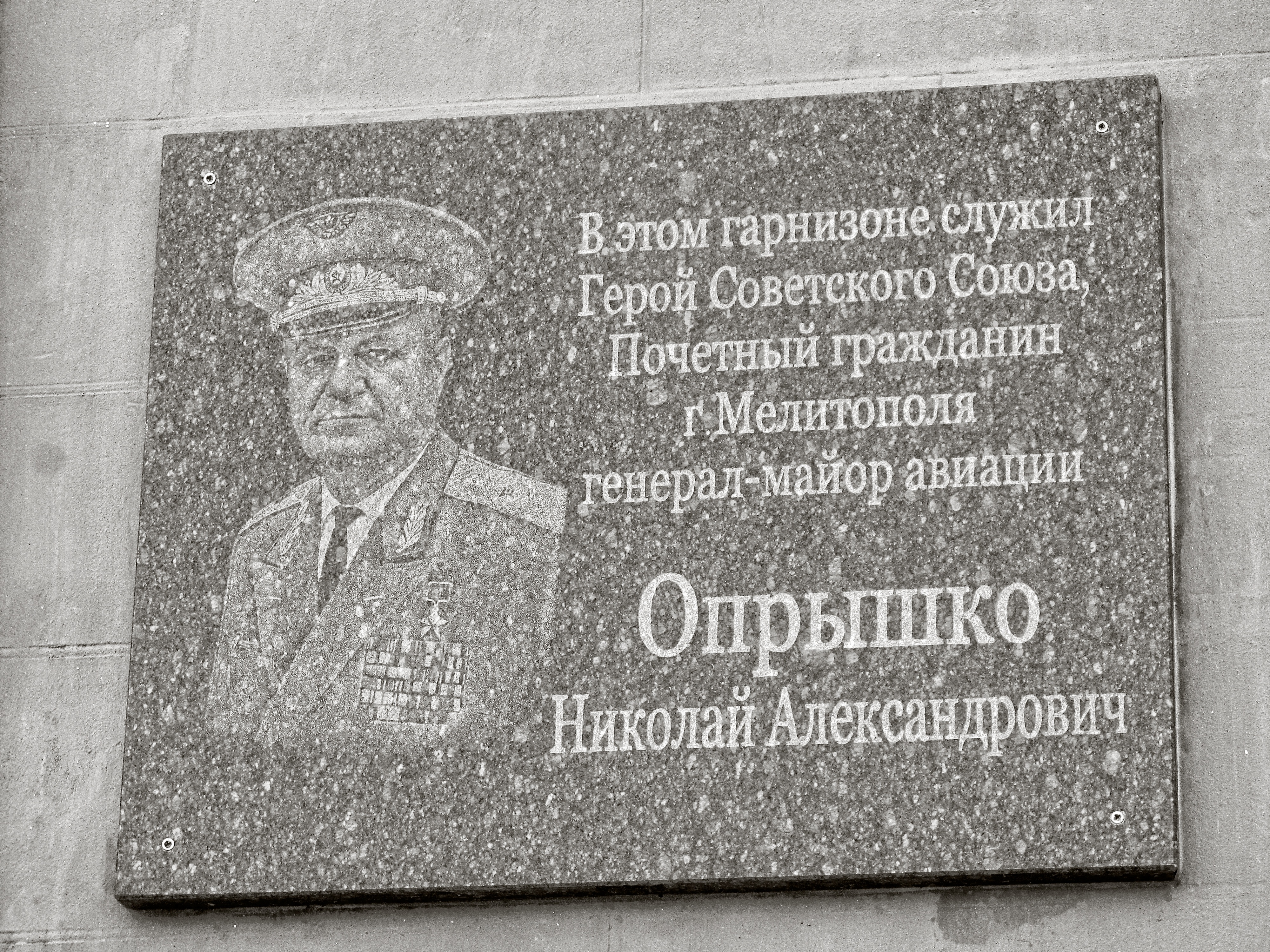
Мемориальная доска на доме офицеров в мелитопольском Авиагородке

- На Доме офицеров дивизии установлена памятная мемориальная доска.
- Почётный гражданин Мелитополя.

## Награды
- Медаль «Золотая Звезда»;
- орден Ленина;
- три ордена Красного Знамени;
- орден Александра Невского;
- два ордена Отечественной войны 1-й степени;
- орден Красной Звезды;
- орден «За службу Родине в Вооружённых Силах СССР» 3-й степени;
- орден Славы 3-й степени;
- медали, в том числе:
  - медаль «За отвагу»;
  - медаль «За боевые заслуги»;
  - медаль «За победу над Германией в Великой Отечественной войне 1941—1945 гг.»;
  - медаль «За взятие Берлина»;
  - медаль «За освобождение Праги».